# Pico del Buitre
Die Pico del Buitre („Geierspitze“) ist mit rund 1950 Metern Seehöhe einer der höchsten Berge der Sierra de Javalambre. Auf dem Gipfel befindet sich das Observatorio Astrofísico de Javalambre.

## Zufahrt
Der Gipfel kann über eine asphaltierte Straße von Arcos de las Salinas aus erreicht werden. Diese wurde anlässlich des Baus des Observatoriums in den Jahren 2008 und 2009 errichtet, wobei zunächst nur die erste Hälfte der Straße asphaltiert wurde. Erst zehn Jahre später wurde anlässlich der Zielankunft der Vuelta a Espana auch der zweite Teil der Auffahrt zum Observatorium asphaltiert.
Die Bergstraße ist 12 Kilometer lang und weist eine durchschnittliche Steigung von 7,5 % auf. Die erste Hälfte des Anstiegs verläuft parallel zum Río de Arcos und weist auf den ersten vier Kilometern moderate Steigungsprozente auf. Nach Kilometerschnitten jenseits der 10 % Marke flacht die Straße kurzzeitig ab, ehe die Steigungsprozente in auf der zweiten Hälfte des Anstiegs meist zweistellig sind. Im mittleren Teil der Auffahrt erreicht man bewaldetes Gebiet, ehe die letzten Kilometer in offenem Terrain zurückgelegt werden.

## Radsport
Im Jahr 2019 fand im Rahmen der Vuelta a España erstmals eine Bergankunft auf der Pico del Buitre statt. Die extra für das Radrennen asphaltierte Straße wurde als Bergwertung der 1. Kategorie klassifiziert und führte zur ersten Selektion im Gesamtklassement. Den Etappensieg sicherte sich der Spanier Ángel Madrazo aus der Fluchtgruppe, während sich Miguel Ángel López als stärkster Fahrer im Hauptfeld erwies und das Rote Trikot des Gesamtführenden übernahm.
Im Jahr 2023 fand im Rahmen der 6. Etappe erneut eine Bergankunft auf der Pico del Buitre statt. Den Etappensieg sicherte sich der US-Amerikaner Sepp Kuss, der sich im oberen Teil des Schlussanstiegs von den anderen Fahrern der Fluchtgruppe absetzte.
| Jahr | Etappe    | Bergwertung  | Fahrer        |
| ---- | --------- | ------------ | ------------- |
| 2019 | 5. Etappe | 1. Kategorie | Ángel Madrazo |
| 2023 | 6. Etappe | 1. Kategorie | Sepp Kuss     |